# Bez menja
Bez menja (russisk: Без меня) er en russisk spillefilm fra 2018 af Kirill Pletnjov.

## Medvirkende
- Ljubov Aksjonova som Ksenia
- Polina Maksimova som Kira
- Rinal Mukhametov som Dima
- Kirill Pletnjov som Vanja
- Anna Kamenkova